# Bartholomew Roberts

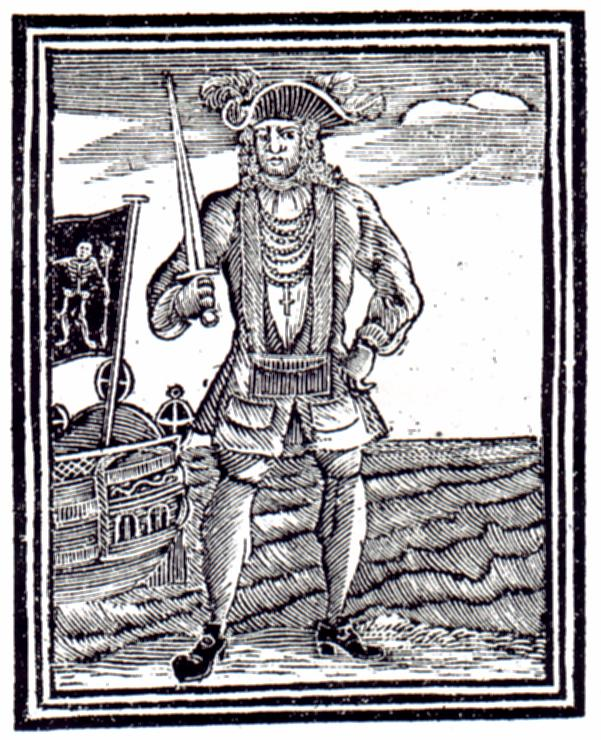
Bartholomew Roberts, Holzschnitt von 1725

Bartholomew Roberts (* 1682 in Pembrokeshire als John Roberts; † 10. Februar 1722 bei Cap Lopez) war ein berüchtigter Pirat, der zwischen 1719 und 1722 die Handelsschifffahrt zwischen Amerika und Westafrika bedrohte. Gemessen an der Zahl der von ihm erbeuteten Schiffe und Prisen war er der erfolgreichste Pirat des Goldenen Zeitalters der Piraterie. Nach seinem Tod wurde er unter dem Namen Black Bart (walisisch: Barti Ddu) populär, den er jedoch zu seinen Lebzeiten nicht verwendete.

## Leben
Roberts wurde 1682 im walisischen Little Newcastle in der Gemeinde Pembroke geboren. Roberto 
war bereits etwa 20 Jahre zur See gefahren, als er 1718 von dem Piraten Howell Davis bei einem Überfall auf Anamaboe, ein vor der Küste Guineas liegendes Fischerdorf, gefangen genommen und in Davis’ Mannschaft gepresst wurde. Sechs Wochen später wurden die Piraten auf der Insel Príncipe vom dortigen Gouverneur in einen Hinterhalt gelockt, wobei Davis getötet wurde; die restliche Mannschaft floh auf See hinaus. Roberts hatte sich in dieser kurzen Zeit schon so viel Ansehen bei der Crew verschafft, dass sie ihn zum Anführer wählte.
Ab jenem Zeitpunkt begann die fast drei Jahre währende beispiellose Karriere des „Schwarzen Bartholomew“ – als Black Bart wurde er jedoch erst nach seinem Tod bezeichnet. Als eine seiner ersten Handlungen soll er nach Príncipe zurückgefahren sein und aus Rache die Insel verwüstet haben. Nach der Kaperung zweier Schiffe waren er und seine Mannschaft der Küste von Guinea überdrüssig und setzten Segel Richtung Brasilien.
Vor der Küste von Bahia stießen sie auf eine von zwei Kriegsschiffen eskortierte Flotte von 42 portugiesischen Handelsschiffen, fuhren mitten in diese hinein und enterten das am schwersten beladene Schiff, die Sagrada Familia mit 150 Mann Besatzung und 40 Geschützen, um sich gleich darauf aus dem Staub zu machen. Im Juni 1720 fuhr Roberts mit seinem Schiff, der Royal Rover, in den Hafen von Trepassey ein und plünderte 22 dort vor Anker liegende Handelsschiffe sowie vier weitere vollständig aus. Die beste dieser Prisen wurde sein neues Flaggschiff Royal Fortune, die er jedoch bald wieder gegen ein Schiff gleichen Namens tauschte.
Er kaperte vor Neufundland und New England noch eine Reihe französischer und britischer Schiffe, bevor er sich auf den Weg in die Karibik machte. Bis zum Frühjahr 1721 brachten er und seine Crew die Handelsschifffahrt zwischen St. Christopher und Martinique fast gänzlich zum Erliegen. Danach segelte er wieder über den Atlantik nach Sierra Leone.

Bartholomew Roberts’ erste Piratenflagge

Später von ihm verwendete Flagge
(ABH: A Barbadian's Head; AMH: A Martiniqian's Head)

Ende August kaperte Roberts die Fregatte Onslow und machte sie zum Flaggschiff seiner aus drei Schiffen bestehenden Flotte (Royal Fortune, Great Ranger, Little Ranger); sie war die letzte Royal Fortune.
Nach der Plünderung von elf Sklavenschiffen, die in Ouidah vor Anker lagen, erblickte er am 5. Februar 1722 ein, wie er glaubte, großes Handelsschiff und gab der Great Ranger unter Captain James Skyrme den Befehl zur Verfolgung. Die vermeintliche Beute jedoch war die HMS Swallow unter Captain Chaloner Ogle, ein Kriegsschiff mit 60 Kanonen an Bord. Nach einem Scheinrückzug, der den Sinn hatte, die beiden Schiffe außer Sichtweite der restlichen Piratenflotte zu bringen, drehte die Swallow plötzlich bei, feuerte eine Breitseite auf die Great Ranger ab und enterte diese.
Am 10. Februar 1722 traf das Kriegsschiff auf die Royal Fortune, die vor Anker lag, und Ogle gab den Befehl zum Angriff. Nachdem man ihm die Meldung gemacht hatte, dass das Kriegsschiff sich auf Angriffskurs befand, frühstückte Roberts zu Ende, legte seine besten Kleider an, bewaffnete sich und gab seine Befehle. In dem folgenden Seegefecht von Cape Lopez wurde ihm gegen elf Uhr, auf einer Lafette stehend, von einer Kartätsche der Swallow die Kehle aufgeschlitzt, woraufhin die restliche Mannschaft noch etwa drei Stunden weiterkämpfte, bevor sie sich schließlich ergab. Bartholomew Roberts’ Leichnam wurde, wie er es zu Lebzeiten mehrmals verlangt hatte, über Bord geworfen, damit man seiner nicht habhaft würde. Ähnlich wie bei Blackbeards letztem Gefecht versuchte auch einer von Roberts’ Männern, das Pulvermagazin samt Schiff in die Luft zu sprengen. Nachdem sich die Piraten ergeben hatten, konnte dieser jedoch überwältigt werden. 95 Mannschaftsmitglieder wurden danach in Cape Coast Castle in Ghana abgeurteilt, 52 davon zum Tod durch den Strang.
Bartholomew Roberts hatte während seiner kreuz und quer über den Atlantik verlaufenden Fahrten über 400 Schiffe gekapert und zählt somit zu den größten Piratenkapitänen aller Zeiten.

## Popkulturelle Rezeption
- Im Film Die Braut des Prinzen kommt ein Gräuelpirat Roberts vor; in dieser Geschichte ist der echte Captain Roberts allerdings bereits in Pension, während seine Nachfolger unter seinem gefürchteten Namen ihre eigene Piratenkarriere verfolgen.
- Im Computerspiel Assassin’s Creed IV: Black Flag tritt Roberts ebenfalls in Erscheinung, ist jedoch ein mystisches Wesen, das mit einer geheimnisvollen „ersten Zivilisation“ in Kontakt steht. Er wird von Edward Kenway, dem nicht historischen Protagonisten des Spiels, ermordet.
- Im 3D-Remake des Computerspiels Sid Meier's Pirates! von 2004 kommt Bart Roberts – neben anderen berühmten Piraten – ebenfalls vor. Dort wird er jedoch als unfähiger Seemann und schlechter Kapitän porträtiert.